# Adrien Brody
Adrien Nicholas Brody (rođen 14. travnja 1973.), američki glumac. Dobitnik je Oscar za najboljeg glavnog glumca za ulogu u filmu Romana Polanskog Pijanist (2002.), čime je postao najmlađi dobitnik te nagrade.

## Životopis

### Rani život
Brody je rođen u Woodhavenu u Queensu u New Yorku, kao sin Sylvije Plachy, fotoreporterke, i Elliota Brodyja, umirovljenog profesora i slikara. Brodyjev otac je Židov, dok je njegova majka rođena u Budimpešti u obitelji katolika i židovke. Kao dijete, Brody je nastupao u iluzionističkim predstavama na rođendanskim proslavama kao "The Amazing Brody". Pohađao je njujoršku Fiorello H. LaGuardia High School of Music & Art and Performing Arts. Roditelji su ga upisali na glumačke tečajeve kako bi ga udaljili od opasnih klinaca s kojima se družio.
1992. je teško ozlijeđen u motociklističkoj nesreći u kojoj je odletio preko auta i udario nogama o pločnik. Proveo je mjesece oporavljajući se.

### Karijera
Pohađajući tečajeve glume u mladosti, s trinaest godina je nastupio u manjem kazališnom komadu i televizijskom filmu na PBS-u. Brody je lebdio na granici slave, zaradivši nominaciju za nagradu Independent Spirit za ulogu u filmu Restoran (1998.) i kasnije pohvale za uloge u Ljetu kad je ubijao Sam Spikea Leeja i Tankoj crvenoj liniji Terrencea Malicka. Veliku pozornost i dobre recenzije je zaradio i za ulogu u filmu Romana Polanskog Pijanist iz 2002. Kako bi se pripremio za ulogu, Brody se povukao, prodao stan i auto, naučio svirati Chopina na klaviru i izgubio 13 kilograma. Uloga mu je donijela Oscar za najboljeg glavnog glumca, čime je postao najmlađi glumac koji je ikada osvojio tu nagradu. Za izvedbu je osvojio i nagradu Cesar i tako postao jedini američki glumac kojem je to pošlo za rukom. Poznat je i po predaji Oscara Halle Berry kad ju je strastveno poljubio u usta.
Brody se 10. svibnja 2003. pojavio u Saturday Night Liveu, njegovom jedinom televizijskom radu, ali je izbačen iz emisije jer je improvizirao predstavljanje jamajkanskog reggae glazbenika Sean Paula noseći lažne dreadlockse (producent emisije, Lorne Michaels, poznat je po tome što ne voli nepredviđene izvedbe). Međutim, improvizacija je ostala u reprizama emisije.
Nakon Pijanista, Brody se pojavio u tri različita filma. Igrao je Noaha Percyja, mentalno nestabilnog mladića u filmu Zaselak M. Nighta Shyamalana, istraumatiziranog ratnog veterana Jacka Starksa u Pomračenju, i pisca Jacka Driscolla u remakeu King Konga iz 2005. Glumio je i detektiva u Hollywoodlandu.
5. siječnja 2006. je potvrdio da je zainteresiran za ulogu Jokera u filmu Vitez tame. Međutim, Christopher Nolan i studio Warner Bros. su kasnije izabrali Heatha Ledgera. Bio je i u pregovorima za ulogu Spocka u Zvjezdanim stazama J.J. Abramsa, ali je ta uloga otišla Zacharyju Quintu.
U filmu Brutalist iz 2024. koji je režirao i producirao Brady Corbet, glumi židovskoga imigranta, koji je iz Mađarske došao u SAD, a preživio je holokaust. Bori se da ostvari američki san sve dok mu bogati klijent ne promijeni život.

### Privatni život
Brody je trenutno u vezi sa španjolskom glumicom Elsom Pataky.

## Filmografija
| Godina | Naslov                                  | Uloga                               | Bilješke |
| ------ | --------------------------------------- | ----------------------------------- | --- |
| 1988.  | Konačno kući                            | Billy                               | |
| 1989.  | Njujorške priče                         | Mel                                 | |
| 1991.  | The Boy Who Cried Bitch                 | Eddie                               | |
| 1993.  | Svijet pod nogama                       | Lester Silverstone                  | |
| 1994.  | Anđeli na igralištu                     | Danny Hemmerling                    | |
| 1994.  | Jailbreakers                            | Skinny                              | |
| 1996.  | Nothing to Lose                         | Ray Diglovanni                      | ili Ten Benny |
| 1996.  | Solo                                    | Dr. Bill Stewart, Solov dizajner    | |
| 1996.  | Metak                                   | Ruby                                | |
| 1997.  | Zadnji put kad sam počinio samoubojstvo | Ben                                 | |
| 1997.  | Six Ways to Sunday                      | Arnie Finklestein                   | |
| 1998.  | Tanka crvena linija                     | Kaplar Fife                         | |
| 1998.  | Pogrebnikovo vjenčanje                  | Mario Bellini                       | |
| 1998.  | Restoran                                | Chris Calloway                      | |
| 1999.  | Kisik                                   | Harry                               | |
| 1999.  | Priča iz Baltimorea                     | Van Kurtzman                        | |
| 1999.  | Ljeto kad je ubijao Sam                 | Richie                              | |
| 2000.  | Kruh i ruže                             | Sam Shapiro                         | |
| 2000.  | Harrisonovo cvijeće                     | Kyle Morris                         | |
| 2001.  | Izgubljena moć                          | Grof Nicolas De La Motte            | |
| 2001.  | Love The Hard Way                       | Jack Grace                          | |
| 2002.  | Dummy                                   | Steven                              | |
| 2002.  | Pijanist                                | Władysław Szpilman                  | Oscar za najboljeg glavnog glumca, nominacija za Zlatni globus za najboljeg glumca – drama, nominacija za nagradu Ceha američkih glumaca za najboljeg glavnog glumca |
| 2003.  | Raspjevani detektiv                     | First Hood                          | |
| 2004.  | Zaselak                                 | Noah Percy                          | |
| 2005.  | Pomračenje                              | Jack Starks                         | |
| 2005.  | King Kong                               | Jack Driscoll                       | |
| 2006.  | Hollywoodland                           | Louis Simo                          | |
| 2007.  | The Tehuacan Project                    | Pripovjedač                         | |
| 2007.  | Manolete                                | Manuel Rodríguez Sánchez "Manolete" | |
| 2007.  | The Darjeeling Limited                  | Peter Whitman                       | |
| 2008.  | Cadillac Records                        | Leonard Chess                       | |
| 2010.  | The experiment                          | Travis                              | |

## Vanjske poveznice
- Adrien Brody u internetskoj bazi filmova IMDb-u (engl.)